# 沪安高铁
沪安高铁是中华人民共和国规划中的连接陕西省安康市和上海市之间的一条高速铁路。沪安高铁西接安康站，经十堰—襄阳—信阳—六安—合肥—天长—南通到上海市。